# Ruud Gullit
Ruud Gullit   (Amsterdam, 1 de setembre de 1962) és un entrenador i exjugador de futbol neerlandès que jugava a la posició de migcampista. Pilota d'Or 1987, va ser un dels grans jugadors neerlandesos entre els anys 80 i 90, tant amb la selecció neerlandesa, amb la qual disputà 66 partits, marcant 17 gols, i guanyà una Eurocopa de futbol, com amb l'AC Milan italià amb el qual guanyà tres lligues i dues Copes d'Europa. Disputà dos Mundials els anys 1990 i 1994.

## Trajectòria esportiva

### Com a jugador
- 1979-1982: HFC Haarlem (91 partits, 32 gols)
- 1982-1985: SC Feyenoord (85 partits, 30 gols)
- 1985-1987: PSV Eindhoven (68 partits, 46 gols)
- 1987-1993: AC Milan (117 partits, 35 gols)
- 1993-1994: AC Sampdoria (31 partits, 15 gols)
- 1994-1994: AC Milan (8 partits, 3 gols)
- 1994-1995: AC Sampdoria (22 partits, 9 gols)
- 1995-1998: Chelsea FC

### Com a entrenador

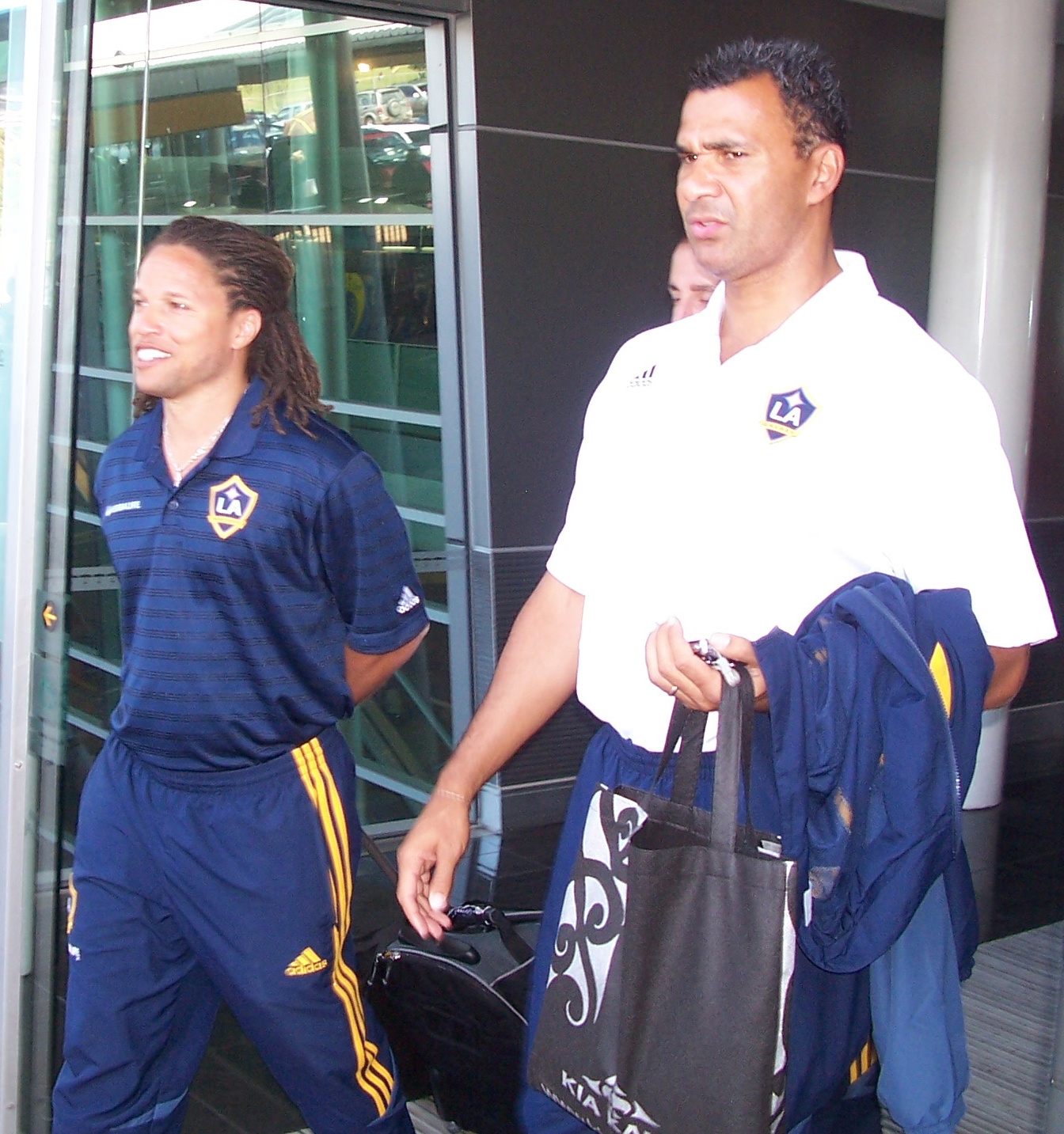
Ruud Gullit amb Cobi Jones (esquerra), quan era entrenador del Galaxy

- 1996-1998: Chelsea FC
- 1998-1999: Newcastle United
- 2004-2005: SC Feyenoord
- 2007-2008: Los Angeles Galaxy
- 2011: Terek Grozni

## Palmarès
- Eurocopa de futbol: 1988
- Copa d'Europa: 1989, 1990
- Supercopa d'Europa: 1989, 1990
- Copa Intercontinental: 1989, 1990
- Lliga italiana de futbol: 1988, 1992, 1993
- Supercopa italiana de futbol: 1988, 1992, 1994
- Copa anglesa de futbol: 1997
- Lliga neerlandesa de futbol: 1984, 1986, 1987
- Copa neerlandesa de futbol: 1984
- Pilota d'Or: 1987